# Trzydziesty czwarty rząd Izraela
Trzydziesty czwarty rząd Izraela – rząd Izraela, sformowany 14 maja 2015 i urzędujący do 17 maja 2020.
Rząd został powołany po przedterminowych wyborach marcu 2015 roku wygranych przez prawicowy Likud dotychczasowego premiera Binjamina Netanjahu.

## Koalicja rządząca
Rozmowy koalicyjne przeciągały się, ostatecznie w maju 2015 powołany został nowy koalicyjny rząd z Netanjahu jako premierem. W skład koalicji rządowej weszły następujące partie: Likud (30 posłów), Zjednoczony Judaizm Tory (6 posłów), Żydowski Dom (8 posłów), Szas (7 posłów) oraz My Wszyscy (10 posłów). Koalicja uzyskała niezbędne minimum głosów 61 na 120 w dwudziestym Knesecie.
30 maja 2016 do koalicji dołączył Nasz Dom Izrael (6 posłów), którego dwoje członków zostało ministrami w rządzie, w listopadzie 2018 partia opuściła koalicję, a Awigdor Lieberman i Sofa Landwer swoje ministerstwa.
Po wyborach w kwietniu 2019 roku Netanjahu otrzymał misję sformowania nowego rządu. W wyznaczonym terminie nie udało się jednak tego dokonać, wskutek braku porozumienia z Awigdorem Liebermanem. W związku z tym 29 maja Kneset przegłosował samorozwiązanie, a nowe wybory parlamentarne zaplanowano na 17 września.
2 czerwca premier zdymisjonował dwoje ministrów z Nowej Prawicy – Naftalego Bennetta i Ajjelet Szaked; premier nie chciał, aby oboje swoją pracą przyczyniali się do budowania popularności swojej partii, co mogłoby doprowadzić do odebrania Likudowi głosów we wrześniowych wyborach. 23 czerwca w skład rządu weszło dwóch polityków Unii Partii Prawicowych – Rafi Perec i Becalel Smotricz.
1 stycznia 2020 roku Netanjahu zrezygnował ze wszystkich piastowanych stanoiwsk ministerialnych.

## Skład rządu
Lista ministrów rządu, pogrubioną czcionką zaznaczeni są aktualni ministrowie:
| Stanowisko                                       | Minister             | Partia                    | Od                   | Do                   | Uwagi                                                      |
| ------------------------------------------------ | -------------------- | ------------------------- | -------------------- | -------------------- | ---------------------------------------------------------- |
| Premier                                          | Binjamin Netanjahu   | Likud                     | 14 maja 2015         | 17 maja 2020         |                                                            |
| Wicepremier                                      | Silwan Szalom        | Likud                     | 14 maja 2015         | 27 grudnia 2015      |                                                            |
| Minister spraw zagranicznych                     | Binjamin Netanjahu   | Likud                     | 14 maja 2015         | 17 lutego 2019       | równocześnie premier                                       |
| Minister spraw zagranicznych                     | Jisra’el Kac         | Likud                     | 18 lutego 2019       | 17 maja 2020         | do 29 maja jako pełniący obowiązki                         |
| Minister rolnictwa i rozwoju wsi                 | Uri Ari’el           | Żydowski Dom              | 14 maja 2015         | 15 listopada 2019    |                                                            |
| Minister rolnictwa i rozwoju wsi                 | Cachi Hanegbi        | Likud                     | 20 stycznia 2020     | 17 maja 2020         |                                                            |
| Minister komunikacji                             | Binjamin Netanjahu   | Likud                     | 14 maja 2015         | 21 lutego 2017       | równocześnie premier                                       |
| Minister komunikacji                             | Cachi Hanegbi        | Likud                     | 21 lutego 2017       | 29 maja 2017         | pełniący obowiązki                                         |
| Minister komunikacji                             | Ajjub Kara           | Likud                     | 29 maja 2017         | 26 czerwca 2019      |                                                            |
| Minister komunikacji                             | Binjamin Netanjahu   | Likud                     | 26 czerwca 2019      | 1 lipca 2019         | równocześnie premier                                       |
| Minister komunikacji                             | Dawid Amsalem        | Likud                     | 1 lipca 2019         | 17 maja 2020         |                                                            |
| Minister kultury i sportu                        | Miri Regew           | Likud                     | 14 maja 2015         | 17 maja 2020         |                                                            |
| Minister obrony                                  | Mosze Ja’alon        | Likud                     | 14 maja 2015         | 22 maja 2016         |                                                            |
| Minister obrony                                  | Awigdor Lieberman    | Nasz Dom Izrael           | 30 maja 2016         | 18 listopada 2018    |                                                            |
| Minister obrony                                  | Binjamin Netanjahu   | Likud                     | 18 listopada 2018    | 1 stycznia 2020      | równocześnie premier                                       |
| Minister rozwoju peryferii Negewu i Galilei      | Arje Deri            | Szas                      | 14 maja 2015         | 17 maja 2020         | od XI 2016 nie był już posłem                              |
| Minister współpracy regionalnej                  | Binjamin Netanjahu   | Likud                     | 14 maja 2015         | 26 grudnia 2016      | równocześnie premier                                       |
| Minister współpracy regionalnej                  | Cachi Hanegbi        | Likud                     | 26 grudnia 2016      | 17 maja 2020         |                                                            |
| Minister energii                                 | Juwal Steinitz       | Likud                     | 14 maja 2015         | 17 maja 2020         |                                                            |
| Minister edukacji                                | Naftali Bennett      | Żydowski Dom Nowa Prawica | 14 maja 2015         | 4 czerwca 2019       | przez pewien czas nie był posłem, od końca 2018 członek NP |
| Minister edukacji                                | Binjamin Netanjahu   | Likud                     | 4 czerwca 2019       | 23 czerwca 2019      | równocześnie premier                                       |
| Minister edukacji                                | Rafi Perec           | Unia Partii Prawicowych   | 23 czerwca 2019      | 17 maja 2020         |                                                            |
| Minister ochrony środowiska                      | Awi Gabbaj           | My Wszyscy                | 14 maja 2015         | 31 maja 2016         | nie był posłem                                             |
| Minister ochrony środowiska                      | Mosze Kachlon        | My Wszyscy                | 31 maja 2016         | 1 sierpnia 2016      | tymczasowo, nie był posłem                                 |
| Minister ochrony środowiska                      | Ze’ew Elkin          | Likud                     | 1 sierpnia 2016      | 17 maja 2020         |                                                            |
| Minister finansów                                | Mosze Kachlon        | My Wszyscy                | 14 maja 2015         | 17 maja 2020         | od I 2016 nie był już posłem                               |
| Minister zdrowia                                 | Binjamin Netanjahu   | Likud                     | 14 maja 2015         | 2 września 2015      | równocześnie premier                                       |
| Minister zdrowia                                 | Ja’akow Litzman      | Zjednoczony Judaizm Tory  | 2 września 2015      | 28 listopada 2017    |                                                            |
| Minister zdrowia                                 | Binjamin Netanjahu   | Likud                     | 28 listopada 2017    | 1 stycznia 2020      | równocześnie premier                                       |
| Minister mieszkalnictwa i budownictwa            | Jo’aw Galant         | My Wszyscy                | 14 maja 2015         | 2 stycznia 2019      |                                                            |
| Minister mieszkalnictwa i budownictwa            | Jifat Szasza-Bitton  | My Wszyscy                | 2 stycznia 2019      | 17 maja 2020         |                                                            |
| Minister absorpcji imigrantów                    | Ze’ew Elkin          | Likud                     | 14 maja 2015         | 30 maja 2016         |                                                            |
| Minister absorpcji imigrantów                    | Sofa Landwer         | Nasz Dom Izrael           | 30 maja 2016         | 18 listopada 2018    |                                                            |
| Minister absorpcji imigrantów                    | Binjamin Netanjahu   | Likud                     | 18 listopada 2018    | 9 stycznia 2019      | równocześnie premier                                       |
| Minister absorpcji imigrantów                    | Jariw Lewin          | Likud                     | 24 grudnia 2018      | 9 stycznia 2019      | pełniący obowiązki                                         |
| Minister absorpcji imigrantów                    | Jo’aw Galant         | Likud                     | 9 stycznia 2019      | 17 maja 2020         | Nie był już posłem                                         |
| Minister gospodarki i handlu                     | Arje Deri            | Szas                      | 14 maja 2015         | 3 listopada 2015     |                                                            |
| Minister gospodarki i handlu                     | Binjamin Netanjahu   | Likud                     | 1 lutego 2016        | 1 sierpnia 2016      | równocześnie premier                                       |
| Minister gospodarki i handlu                     | Mosze Kachlon        | My Wszyscy                | 1 sierpnia 2016      | 23 stycznia 2017     | nie był posłem                                             |
| Minister gospodarki i handlu                     | Eli Kohen            | My Wszyscy                | 23 stycznia 2017     | 17 maja 2020         |                                                            |
| Minister spraw religijnych                       | Dawid Azulaj         | Szas                      | 14 maja 2015         | 30 października 2018 | zmarł                                                      |
| Minister spraw religijnych                       | Arje Deri            | Szas                      | 14 października 2018 | 31 grudnia 2018      | nie był posłem                                             |
| Minister spraw religijnych                       | Jicchak Waknin       | Szas                      | 1 stycznia 2019      | 17 maja 2020         |                                                            |
| Minister ds. Jerozolimy i diaspory               | Naftali Bennett      | Żydowski Dom              | 14 maja 2015         | 1 czerwca 2015       | Ministerstwo podzielone                                    |
| Minister ds. diaspory                            | Naftali Bennett      | Żydowski Dom Nowa Prawica | 1 czerwca 2015       | 4 czerwca 2019       | przez pewien czas nie był posłem, od końca 2018 członek NP |
| Minister ds. diaspory                            | Binjamin Netanjahu   | Likud                     | 4 czerwca 2019       | 1 stycznia 2020      | równocześnie premier                                       |
| Minister ds. Jerozolimy i dziedzictwa narodowego | Ze’ew Elkin          | Likud                     | 1 czerwca 2015       | 17 maja 2020         |                                                            |
| Minister spraw wewnętrznych                      | Silwan Szalom        | Likud                     | 14 maja 2015         | 27 grudnia 2015      |                                                            |
| Minister spraw wewnętrznych                      | Binjamin Netanjahu   | Likud                     | 28 grudnia 2015      | 11 stycznia 2016     | równocześnie premier                                       |
| Minister spraw wewnętrznych                      | Arje Deri            | Szas                      | 11 stycznia 2016     | 17 maja 2020         | od XI 2016 nie był już posłem                              |
| Minister planowania strategicznego               | Gilad Erdan          | Likud                     | 25 maja 2015         | 17 maja 2020         |                                                            |
| Minister informacji                              | Gilad Erdan          | Likud                     | 25 maja 2015         | 17 maja 2020         |                                                            |
| Minister wywiadu                                 | Jisra’el Kac         | Likud                     | 14 maja 2015         | 17 maja 2020         |                                                            |
| Minister sprawiedliwości                         | Ajjelet Szaked       | Żydowski Dom Nowa Prawica | 14 maja 2015         | 2 czerwca 2019       | Nowa Prawica od końca 2018                                 |
| Minister sprawiedliwości                         | Amir Ochanna         | Likud                     | 5 czerwca 2019       | 17 maja 2020         |                                                            |
| Minister bezpieczeństwa wewnętrznego             | Jariw Lewin          | Likud                     | 14 maja 2015         | 25 maja 2015         |                                                            |
| Minister bezpieczeństwa wewnętrznego             | Gilad Erdan          | Likud                     | 25 maja 2015         | 17 maja 2020         |                                                            |
| Minister nauki i technologii                     | Danny Danon          | Likud                     | 14 maja 2015         | 27 sierpnia 2015     |                                                            |
| Minister nauki i technologii                     | Ofir Akunis          | Likud                     | 2 września 2015      | 17 maja 2020         |                                                            |
| Minister turystyki                               | Jariw Lewin          | Likud                     | 14 maja 2015         | 17 maja 2020         |                                                            |
| Minister transportu i bezpieczeństwa drogowego   | Jisra’el Kac         | Likud                     | 14 maja 2015         | 23 czerwca 2019      |                                                            |
| Minister transportu i bezpieczeństwa drogowego   | Becalel Smotricz     | Unia Partii Prawicowych   | 23 czerwca 2019      | 17 maja 2020         |                                                            |
| Minister pracy i opieki społecznej               | Chajjim Kac          | Likud                     | 14 maja 2015         | 17 maja 2020         |                                                            |
| Minister ds. emerytów                            | Gila Gamli’el        | Likud                     | 14 maja 2015         | 17 maja 2020         |                                                            |
| Minister w Kancelarii Premiera                   | Ajjub Kara           | Likud                     | 23 stycznia 2017     | 29 maja 2017         |                                                            |
| Minister bez teki                                | Ofir Akunis          | Likud                     | 14 maja 2015         | 2 września 2015      |                                                            |
| Minister bez teki                                | Ze’ew Binjamin Begin | Likud                     | 14 maja 2015         | 1 czerwca 2015       |                                                            |
| Minister bez teki                                | Cachi Hanegbi        | Likud                     | 30 maja 2016         | 26 grudnia 2016      |                                                            |

Zastępcami ministrów zostali:
- Żydowski Dom:
  - Eli Ben-Dahan – Ministerstwo Obrony (od 19 do 22 maja 2015 oraz od 30 maja 2015)
- Zjednoczony Judaizm Tory:
  - Me’ir Porusz – Ministerstwo Edukacji (od 19 maja do 6 grudnia 2015 oraz od 8 grudnia 2015)
  - Ja’akow Litzman – Ministerstwo Zdrowia (od 14 maja 2015 do 2 września 2015 oraz od 10 stycznia 2018)
- Szas:
  - Jicchak Kohen – Ministerstwo Finansów (od 19 maja 2015)
  - Meszullam Nahari (nie był posłem) – Ministerstwo Pracy i Spraw Społecznych (od 19 maja 2015 do 13 stycznia 2016), Ministerstwo Spraw Wewnętrznych (od 13 stycznia 2016 do 20 września 2017 oraz od 27 września 2017) Ministerstwo Rozwoju Negewu i Galilei (od 27 września 2017)
- Likud:
  - Ajjub Kara – Ministerstwo Rozwoju Regionalnego (od 19 maja 2015 do 26 grudnia 2016 oraz od 28 grudnia 2016 do 20 stycznia 2017)
  - Cippi Chotoweli – Ministerstwo Spraw Zagranicznych (od 19 maja 2015)
  - Jackie Lewi – Ministerstwo Mieszkalnictwa i Budownictwa (od 14 czerwca 2015 do 18 listopada 2018)
  - Jaron Mazuz (nie był posłem) – Ministerstwo Spraw Wewnętrznych (od 14 czerwca 2015 do 27 grudnia 2015 oraz od 28 grudnia 2015 do 11 stycznia 2016), Kancelaria Premiera (13 stycznia do 4 sierpnia 2016), Ministerstwo Ochrony Środowiska (od 2 sierpnia 2016)
- My Wszyscy
  - Micha’el Oren – Kancelaria Premiera (od 4 sierpnia 2016)